# Le Chat et le Canari (film, 1978)
Pour les articles homonymes, voir The Cat and the Canary.
Pour plus de détails, voir Fiche technique et Distribution.
Le Chat et le Canari (The Cat and the Canary) est un film britannique réalisé par Radley Metzger, sorti en 1978.

## Synopsis
À Glendiff en 1914, le riche et extravagant Cyrus West meurt dans son château. Vingt ans plus tard, la notaire Allison Crosby réunit tous les héritiers dans la grande salle afin de divulguer le testament. Elle découvre qu'Annabelle West en est la légataire universelle. Peu à peu les invités disparaissent puis sont retrouvés assassinés...

## Fiche technique
- Titre original : The Cat and the Canary
- Titre français : Le Chat et le Canari
- Réalisation : Radley Metzger
- Scénario : Radley Metzger d'après une histoire de John Willard
- Costumes : Lorna Hillyard et Monica Howe
- Directeur de la photographie : Alex Thomson
- Montage : Roger Harrison
- Musique : Steven Cagan
- Production : Richard Gordon
- Pays d'origine :  Royaume-Uni
- Langue originale : anglais
- Genre : Policier, horreur
- Durée : 98 minutes
- Date de sortie :
  - États-Unis : novembre 1978 (Festival international du film de Miami)
  - Royaume-Uni : 1979
  - France : 28 mai 1980
- Affiche : Macario Gómez Quibus (Espagne)

## Distribution
- Carol Lynley (VF : Michèle Grellier) : Annabelle West
- Michael Callan (VF : Claude Giraud) : Paul Jones
- Peter McEnery (VF : Pierre Arditi) : Charlie Wilder
- Honor Blackman (VF : Nathalie Nerval) : Susan Sillsby
- Daniel Massey (VF : Gabriel Cattand) : Harry Blythe
- Wendy Hiller (VF : Monique Mélinand) : Allison Crosby
- Edward Fox : Hendricks
- Olivia Hussey : Cicily Young
- Beatrix Lehmann (VF : Héléna Manson) : Mme Pleasant
- Wilfrid Hyde-White (VF : Georges Riquier) : Cyrus West